# Valvata
Valvata é um género de gastrópode  da família Valvatidae.
Este género contém as seguintes espécies:
- Valvata cristata
- Valvata macrostoma
- Valvata piscinalis
- Valvata studeri
- Valvata utahensis
- Valvata virens